# 眞継麻礼
眞継 麻礼（まつぎ まあや、1992年10月3日 - ）は、奈良県生駒市出身のハンドボール選手。日本ハンドボールリーグのイズミメイプルレッズ所属。

## 経歴
京都府立洛北高等学校時代は2010年に日・韓・中ジュニア交流競技会の日本代表に選出された。
高校卒業後は大阪教育大学へ進学。2014年に第2回U-22東アジア選手権の日本代表に選出。同年の全日本学生ハンドボール選手権大会（インカレ）では優秀選手賞を受賞した。
2015年に日本ハンドボールリーグの広島メイプルレッズへ加入。
2017-18年シーズンはリーグ8位のフィールド得点（79得点）を記録した。
2018-19年シーズンはリーグ10位となる81得点を挙げた。

## 詳細情報

### 年度別成績
| 年       | チーム   | 試合 | フィールド 得点 | 率   | 7m  | 合計    | 警告 | 退場 | 失格 |
| -------- | -------- | ---- | --------------- | ---- | --- | ------- | ---- | ---- | ---- |
| 2015-16  | 広島     | 12   | 22/62           | .354 | 0/0 | 22/62   | 3    | 4    | 0    |
| 2016-17  | 広島     | 18   | 51/117          | .436 | 0/0 | 51/117  | 5    | 8    | 1    |
| 2017-18  | 広島     | 24   | 79/158          | .500 | 0/0 | 79/158  | 6    | 6    | 0    |
| 2018-19  | 広島     | 24   | 81/150          | .540 | 0/0 | 81/150  | 5    | 6    | 0    |
| JHL：4年 | JHL：4年 | 78   | 233/487         | .478 | 0/0 | 233/487 | 19   | 24   | 1    |

- 各年度の太字はリーグ最高

### 記録

#### 日本ハンドボールリーグ
- フィールドゴール初得点：2016年1月9日、対HC名古屋戦（ブラザー体育館）[7]

### 背番号
- 5 (2015年 - )

## 代表歴

### 日本代表U-22
- U-22東アジア選手権 (2014年)